# Палата депутатов Чили
Палата депутатов и депутаток Чили (исп. Cámara de Diputadas y Diputados de Chile, до 2019 года — Палата депутатов Чили, исп. Cámara de Diputados de Chile) — нижняя палата Национального Конгресса Чили.
Палата депутатов и депутаток состоит из 155 членов (до реформы 2017 года — 120), избранных путём прямого голосования от 60 избирательных округов, на которые разделена страна (статья 47 Конституции Республики). Депутаты избираются на 4 года и могут быть переизбраны неограниченное число раз. Цель Палаты — принятие законов совместно с Сенатом и Президентом Республики.
Палата депутатов и депутаток осуществляет парламентский контроль над органами государственной власти.
Требования к кандидатом в депутаты, изложенные в статье 48 Конституции:
1. Быть гражданином с правом голоса;
2. Достигнуть 21-летнего возраста;
3. Окончить среднюю школу или её эквивалент;
4. Проживать в регионе, который принадлежит его избирательному округу, не менее двух лет до дня выборов.

## Законодательный процесс
Законодательный процесс начинается с представления законопроекта в Сенате или Палате депутатов (статья 65 Конституции Республики).
Правом законодательной инициативы обладают:
1. Президент Республики.
2. Один или несколько депутатов.
Некоторые правовые вопросы, являются исключительной инициативой исполнительной власти, поэтому могут быть поданы только Президентом Республики.
Следующие вопросы регулируются исключительно президентской инициативой:
1 — введение, отмена или изменение величины любого вида налогов;
2 — создание новых общественных услуг или рабочих мест в автономных или государственных предприятий, их ликвидация, определение их функций и полномочий;
3 — заимствование или заключение какие-либо других видов операций, которые могут поставить под угрозу кредитную или финансовую стабильность государства;
4 — изменение размера заработной платы, пенсий, пенсий вдовам, арендной платы и любые другие виды платежей, кредитных ставок в государственных администрациях, учреждениях и организациях, а также установление минимальной заработной платы для работников частного сектора;
5 — установление условий и процедуры ведения коллективных переговоров;
6 — установление или изменение правил в области социального обеспечения, как государственных, так и частного сектора.
Некоторые законопроекты могут подаваться только в Сенат и другие только в Палату депутатов.
Законопроекты подаваемые только в Палату депутатов:
1. Налоговое законодательство любого рода.
2. Законы о бюджетах государственных администраций.
3. Законы, касающиеся призыва.
Палата, в которую был подан законопроект называется Палатой происхождения. После утверждения законопроект переходит в другую, т. н. Палату обзора. В случае одобрения президент подписывает закон или налагает вето.

## Партийный состав
Текущий состав Палаты депутатов
| Партия                                    | Количество мест |
| Христианско-демократическая партия        | 19              |
| Партия за демократию                      | 18              |
| Социалистическая партия Чили              | 11              |
| Радикальная социал-демократическая партия | 5               |
| Коммунистическая партия Чили              | 3               |
| Независимая региональная партия           | 2               |
| Независимый демократический союз          | 39              |
| Национальное обновление                   | 18              |
| Независимые                               | 5               |

## Комиссии
Список постоянных комиссий Палаты представителей:
- внутреннего управления и регионализации.
- иностранных дел, по делам парламента и интеграции Латинской Америки.
- Конституции, закона и справедливости.
- образования, спорта и отдыха.
- финансов.
- обороны.
- общественных работ, транспорта и телекоммуникаций.
- сельского хозяйства, лесного хозяйства, развития сельских районов.
- природных ресурсов, национального богатства и охраны окружающей среды.
- здравоохранения.
- труда и социального обеспечения.
- добычи и энергетики.
- экономики, поощрения и развития.
- жилищного строительства и городского развития.
- правам человека, национальности и гражданства.
- семьи.
- науки и техники.
- рыболовства, аквакультур и морских интересов.
- микро-, малого и среднего бизнеса.
- проблемных районов.
- общественной безопасности и наркотиков.
- культуры и искусств.
- сокращения бедности, социального развития и планирования.
- внутренних правил, управления и регулирования.

## Члены
См. Категория:Члены Палаты депутатов Чили